# Robert Coppée
Pour les articles homonymes, voir Coppée.
Robert Coppée est un footballeur belge né le 22 avril 1895 à Haine-Saint-Pierre (La Louvière, Belgique) et mort en 1970.

## Biographie
Affilié à l'Union Saint-Gilloise depuis le 17 septembre 1908, il commence à jouer dans l'équipe première à partir de 1913. Évoluant au poste d'attaquant, il dispute 116 matches en D1 et marque 91 buts.
Il est international à partir de 1919 et devient champion olympique en 1920. Il joue les trois matchs du tournoi. Il est l'auteur d'un Hat Trick en quart de finale, contre l'Espagne (victoire 3-1). Lors de la finale à Anvers, Belgique-Tchécoslovaquie (victoire, 2-0), il marque le premier but sur penalty. Il a participé également à la brève aventure des Diables Rouges aux Jeux olympiques de 1924. 
Champion de Belgique en 1923, il joue à l'Union jusqu'en 1929.

## Palmarès
- International de 1919 à 1924 (15 sélections et 9 buts marqués)
- Champion olympique en 1920  (il joue les trois matches du tournoi où il marque 4 buts dont un en finale)
- Participation aux Jeux olympiques en 1924 (joue 1 match)
- Champion de Belgique en 1923 avec la Royale Union Saint-Gilloise
- 116 matches et 91 buts en Division 1